# Privatisations sous le gouvernement de Jacques Chirac (1986-1988)
Les privatisations sous le gouvernement de Jacques Chirac entre 1986 et 1988 sont un évènement politico-économique important du premier septennat de François Mitterrand qui a eu lieu durant la première cohabitation sous le deuxième gouvernement de Jacques Chirac. Elles conduisent à retirer à l'État français la propriété de plus d'une dizaine de grandes entreprises et à la transférer au secteur privé.

## Contexte

### Retour au pouvoir de la droite
Après l'arrivée des socialistes au pouvoir en 1981, le parti de droite gaulliste et libérale, le Rassemblement pour la République, est relégué dans l'opposition. L'augmentation brutale des taux d'intérêt de la Réserve fédérale des États-Unis par Paul Volcker, le contexte international et le cycle économique ne permettent pas au gouvernement socialiste de faire baisser le chômage. Le taux de croissance de 1982 est doublé grâce à la relance Mauroy, mais elle creuse les déficits budgétaires et commerciaux.
Déçus de l'avancée du chômage, les Français élisent une courte majorité de députés du centre-droit et de la droite aux élections législatives de 1986, qui faisaient campagne, influencés par la politique économique de Margaret Thatcher, sur la libéralisation, la dérégulation et les privatisations, considérant que cela permettrait d'améliorer la croissance française. La nomination de Jacques Chirac comme Premier ministre annonce ainsi une vague de privatisations d'ampleur.

### Polémique constitutionnelle
Le président François Mitterrand expose dès le Conseil des ministres du 26 mars 1986 sa doctrine concernant les privatisations par ordonnances. Il accepte de signer les ordonnances de privatisation, mais uniquement en ce qui concerne les entreprises nationalisées en 1981, arguant que « ce qui a été fait depuis 1981, je l'ai fait, on peut le défaire ». Il refuse ainsi la privatisation par ordonnance du Crédit Lyonnais, de la BNP, et de la société Générale, ainsi que la Régie Renault. Il n'acceptera donc les privatisations des entreprises nationalisées avant 1981 (par le Front populaire et par le général de Gaulle et le Conseil national de la Résistance, notamment) que si elles sont votées par le Parlement, qui détient la légitimité nationale.
Ce refus de François Mitterrand fait l'objet de polémiques d'ordre juridique. Il déclare que « C'est pour [lui] un cas de conscience. [S]on devoir est d'assurer l'indépendance et l'intérêt national », or une privatisation entraînerait la possibilité de rachats par des pays étrangers des fleurons Français, ce qui arrivera par la suite pour Saint-Gobain, Paribas, et d'autres.
Pour outrepasser le Président, Jacques Chirac annonce lors d'une communication gouvernementale le 16 juillet 1986 que le projet d'ordonnances est transformé en projet de loi. L'Assemblée nationale s'en saisit le 24 juillet, et le gouvernement utilise l'article 49-3 pour passer en force.

## Préparatifs

### Mise en place du plan de privatisation
Le ministre de l'Économie, Édouard Balladur, se charge du dossier des privatisations. La loi d'habilitation pour privatiser par ordonnances est promulguée le 2 juillet 1986. Le Conseil constitutionnel, saisi par l'opposition, la déclare conforme à la norme fondamentale, à condition que les règles régissant l'évaluation du prix des entreprises soient précises et que l'intérêt national français soit protégé, le Conseil constitutionnel craignant que les investisseurs étrangers puissent détenir des fleurons français.
Le ministre crée une Commission de la privatisation en septembre 1986, dont la mission est d'évaluer le prix des entreprises qui seront vendues. Le comité procède à des auditions de responsables de diverses banques et d'autres acteurs économiques. Le ministre fixe seul le prix des actions après avis de la commission. La Direction du Trésor travaille sur le dossier et propose que la participation d'acteurs économiques étrangers soit limitée à 20 % du capital ouvert, ce qui est accepté.
Si le Trésor propose que les entreprises ne soient pas privatisées à 100 % et qu'ainsi la puissance publique continue de détenir une part du capital, cela est refusé par le ministre. L'idée de la constitution de « noyaux durs » d'actionnaires importants et historiques émerge alors. Malgré la proposition du Trésor de constituer une commission pour attribuer les noyaux durs, et ainsi éviter tout risque d'accusation de corruption, le ministre décide de choisir lui-même ces noyaux.
La loi interdit que plus de 5% des actions d'une entreprise privatisée soit détenue par une personne physique ou morale. Dans l'objectif d'encourager l'actionnariat salarié, 10% des actions sont réservées aux salariés de l'entreprise privatisée, sur insistance d’Édouard Balladur. La plus-value dégagée par les acheteurs a été limitée à 20 % du prix de vente.

### Préparation de la mise en vente
La méthode de vente utilisée passe par la Chambre syndicale des agents de change : le gouvernement annonce le prix de départ des actions et confie la conduite des opérations à cet organisme indépendant.
La Caisse des dépôts et consignations, qui dispose d'un accès aux marchés financiers, veille à la mise en vente des titres. Lors de l'automne de l'année 1986, la direction du Trésor demande à la Caisse de lutter conte la spéculation boursière qui frappe les certificats d'investissement de Saint-Gobain. Le Trésor doit s'activer pour empêcher le marché gris de donner une cote grise aux actions de Paribas entre le moment de son émission d'actions à un prix fixe et son entrée en bourse, ce qui aurait révélé que l'action était vendue par l’État à un prix bien trop faible (405 francs) par rapport à sa valeur réelle. Quatre jours après son entrée en bourse, le 22 janvier 1987, l'action s'échangeait déjà à 483 francs. Selon le journaliste économique Yves Mamou de L'Expansion, le Trésor aurait dû menacer jusqu'à des banques londoniennes et rappeler à des financiers que l’État n'hésiterait pas à appliquer une loi de 1942 issue du régime de Vichy qui interdisait à une institution financière d'afficher le cours d'un actif financiers lorsqu'un titre n'était pas encore coté en bourse ou lorsque la bourse était fermée.

## Privatisations

### Ventes
La première privatisation est la cession partielle du groupe pétrolier Elf Aquitaine, en septembre 1986. Suit en novembre celle de Saint-Gobain, qui connaît un engouement certain du fait, tout d'abord, des bénéfices engrangés récemment par l'entreprise (1,3 milliard de francs), et du fait que pour dix titres achetés et conservés dix-huit mois, une action est offerte. Le nombre d'actionnaire s'élève à 1,5 million de personnes car les petites épargnants se ruent dessus. L'action grimpe de 42% en dix mois, et la demande est quatorze fois supérieure à l'offre. Elle aurait rapporté 8,4 milliards de francs.
En janvier 1987 est privatisé Paribas, le cinquième groupe bancaire français. L'explosion de la demande contraint le gouvernement à limiter le nombre d'actions achetables par individu. Il réduit également la part allouée aux investisseurs étrangers. 3,8 millions de particuliers se portent actionnaires. La privatisation des grandes banques de dépôt en avril, Crédit commercial de France et Société générale, sera également un succès.
L'effondrement boursier d'octobre 1987 venue des États-Unis empêche les privatisations suivantes d'avoir le même succès. La privatisation de la compagnie financière Suez est ainsi un échec, malgré sa promotion assurée par Catherine Deneuve. L'action passe de 317 francs à 261 francs son premier jour en bourse.
Le chantier de la privatisation de la première chaîne, TF1, est lancé en mai 1986. Il se heurte au désaccord de la population (à 56% opposée à la privatisation), et à une cacophonie gouvernementale, à cause des divergences entre le Premier ministre et le ministre de la Culture. Elle porte sur le mode d'organisation de la chaîne et de l'autorité qui supervisera la télévision. François Léotard propose la création de la Commission nationale de la communication et des libertés, avec 9 membres : deux membres nommés par le Président de la République, de l'Assemblée nationale et du Sénat, et trois autres provenant du Conseil d'Etat, de la Cour de Cassation et de la Cour des comptes. Un sénateur RPR ajoute en séance un académicien et trois professionnels de la communication, afin que le rapport de force au sein de la CNCL soit à l'avantage de la droite et non de la gauche. TF1 est rachetée par Bouygues, premier groupe mondial du bâtiment et des travaux publics, et les 40% d'actions restantes sont vendues sur le marché d'actions.

### Entreprises privatisées
- Saint-Gobain, 1986 (8,4 milliards de francs).
- Paribas, 23 janvier 1987, mise en bourse de 100 % du capital (OPV), (12,8 milliards de francs).
- TF1, 16 avril 1987, Bouygues devient actionnaire de référence, (4,4 milliards de francs).
- Crédit commercial de France, 7 mai 1987, mise en bourse de 100 % du capital, (2,2 milliards de francs).
- Compagnie générale d'électricité (la CGE devient Alcatel-Alsthom puis Alcatel en 1998) 23 mai 1987, mise en bourse de 100 % du capital, 2,5 millions de souscripteurs, 5,4 milliards de francs).
- Société générale, 27 juin 1987, mise en bourse de 100 % du capital, (17,2 milliards de francs).
- Havas, 1987, (2,8 milliards de francs).
- Mutuelle générale française, 1987.
- Banque du bâtiment et des travaux publics, 1987 (0,4 milliard de francs).
- Matra, 1988, (1 milliard de francs).
- Suez (groupe) (14,9 milliards de francs).

## Conséquences

### Conséquences budgétaires
Selon l’édition 2001 de L'État de la France (La Découverte), en 1986-1988, le gouvernement Chirac avait vendu pour 100 milliards de francs (valeur 1999) d’actifs publics. Certaines sources avancent le chiffre de 65, 70 ou 72, milliards de francs de 1986. La nationalisation sous le deuxième gouvernement de Pierre Mauroy avait coûté 50 milliards. Les entreprises, qui avaient été bien gérées et donc avaient pris en valeur, ont donc dégagé un profit de 20 milliards pour l’État.
Édouard Balladur ayant décidé que les deux tiers des recettes des privatisations soient affectées au remboursement de la dette publique française, un tiers des recettes a permis de financer les dépenses publiques.

### Conséquences économiques
Les privatisations marquent le début d'un actionnariat populaire en France. Alors que la direction du Trésor estimait qu'il y aurait au plus 500 000 acheteurs d'actions à l'occasion des privatisations, il y en a, en 1986, jusqu'à quatre millions. Les petits épargnants sont en effet nombreux à se porter acquéreurs des titres des entreprises privatisées. À l'été 1987, le nombre d'actionnaires en France est de 6 millions, soit six fois plus qu'un an auparavant. Les primo-actionnaires sont pour 14% des ouvriers, et sont plus jeunes et moins à droite que ceux qui l'étaient auparavant. Un tiers sont des sympathisants de gauche. Le nombre d'actionnaires grandissant en France engendre la création d'émissions consacrées à la gestion de l'argent et aux conseils en boursicotage. L'actionnariat est d'autant plus prisé par les Français qu'il est considéré comme pouvant pallier la stagnation des revenus salariaux de l'époque.

### Conséquences sur l'opinion
La privatisation permet dans un premier temps d'assurer au gouvernement Chirac une certaine popularité, car, selon un sondage de la SOFRES, 55% des Français déclarent approuver les privatisations (11% les considèrent comme un échec). La privatisation de la première chaîne de télévision est cependant critiquée par l'opinion, qui la refuse à 56% (29% se déclarant favorables).

## Critiques
La première critique adressée à ces privatisations est le fait que l’État, en vendant ses fleurons, se prive des revenus qu'il tirait en les possédant totalement. La privatisation relève alors d'une préférence du court-terme pour le long-terme.
La deuxième critique est la constitution de noyaux d'actionnaires stables, appelés « noyaux durs », dans les entreprises privatisées. À l'Assemblée nationale, Pierre Bérégovoy fait remarquer que le gouvernement privilégie certains de ses amis pour l'attribution de ces noyaux durs : le noyau dur d'actionnaires d'Havas est ainsi composé de proches de Jacques Chirac ou de membres du RPR, comme Michel François-Poncet et Jérôme Monod. La création de ces nouveaux groupes financiers proches du pouvoir politique et devant leur fortune au gouvernement Chirac alimentera la campagne présidentielle de 1988.
Certains journaux, comme Libération, critiquent les opérations de privatisation comme des bradages de la propriété publique et un appauvrissement de la puissance publique au profit des grands actionnaires privés. Le journal couvre notamment l'activisme que le Trésor a dû déployer afin de lutter contre la révélation de la cote grise des actions des entreprises bientôt privatisées, activisme dû au fait que le gouvernement ne voulait pas révéler que l’État allait vendre les entreprises publiques sous leur véritable valeur.
Toutes les privatisations ne sont pas appréciées majoritairement par les Français. Celle de la première chaîne de télévision n'est pas approuvée par 56% de la population, contre 29% qui se déclarent favorables.